# Стаменова, Росица
Росица Шянова Стаменова-Христова (болг. Росица Шянова Стаменова-Христова; род. 6 марта 1955, Старо-Село (Силистренская область), Силистренская область) — болгарская легкоатлетка, специалистка по бегу на короткие дистанции. Выступала за сборную Болгарии по лёгкой атлетике в 1980-х годах, обладательница бронзовой медали турнира «Дружба-84», двукратная бронзовая призёрка чемпионатов Европы в помещении, действующая рекордсменка страны в эстафете 4 × 400 метров, участница летних Олимпийских игр в Москве.

## Биография
Росица Стаменова родилась 6 марта 1955 года в селе Старо-Село Силистренской области, Болгария.
Впервые заявила о себе на международном уровне в сезоне 1980 года, когда вошла в состав болгарской сборной и выступила на чемпионате Европы в помещении в Зиндельфингене, где в зачёте бега на 400 метров стала четвёртой. Благодаря череде успешных выступлений удостоилась права защищать честь страны на летних Олимпийских играх в Москве — в индивидуальном беге на 400 метров дошла до стадии полуфиналов, тогда как в программе эстафеты 4 × 400 метров в финале их команда сошла с дистанции.
В 1983 году на чемпионате Европы в помещении в Будапеште завоевала бронзовую награду в дисциплине 400 метров. На домашних соревнованиях в Софии установила ныне действующий национальный рекорд Болгарии в эстафете 4 × 400 метров — 3:25.81. Принимала участие во впервые проводившемся чемпионате мира по лёгкой атлетике в Хельсинки — на дистанции 400 метров дошла до полуфинала, в эстафете 4 × 400 метров вместе с соотечественницами показала в финале седьмой результат.
В 1984 году в 400-метровой дисциплине взяла бронзу на чемпионате Европы в помещении в Гётеборге. Рассматривалась в качестве кандидатки на участие в Олимпийских играх в Лос-Анджелесе, однако Болгария вместе с другими странами восточного блока бойкотировала эти соревнования по политическим причинам. Вместо этого Стаменова выступила на альтернативном турнире «Дружба-84» в Праге, где заняла шестое место в беге на 400 метров и выиграла бронзовую медаль в эстафете 4 × 400 метров.
В 1985 году в дисциплине 400 метров показала третий результат на Кубке Европы в Москве, в эстафете 4 × 400 метров была третьей на Кубке мира в Канберре.
В 1986 году среди прочего бежала эстафету 4 × 400 метров на чемпионате Европы в Штутгарте, расположилась в итоговом протоколе на четвёртой строке.
В 1987 году в беге на 400 метров стартовала на чемпионате Европы в помещении в Льевене, заняла пятое место на чемпионате мира в помещении в Индианаполисе, финишировала третьей на Кубке Европы в Праге. На чемпионате мира в Риме выступила в эстафете 4 × 400 метров, став в финале восьмой.
В 1988 году на 400-метровой дистанции стала шестой на чемпионате Европы в помещении в Будапеште, отметилась победой на Балканских играх в Анкаре. По окончании сезона завершила спортивную карьеру.